# Blaise Giezendanner
Blaise Giezendanner (Chamonix-Mont-Blanc, 29 novembre 1991) è uno sciatore alpino francese.

## Biografia
Attivo in gare FIS dal dicembre del 2006, Giezendanner ha esordito in Coppa Europa il 28 gennaio 2019 a Les Orres in discesa libera (83º) e in Coppa del Mondo il 23 febbraio 2013 a Garmisch-Partenkirchen nella medesima specialità (53º). Ha colto il suo primo podio in Coppa Europa il 22 gennaio 2015 a Val-d'Isère in discesa libera (2º) e ha debuttato ai Campionati mondiali a Sankt Moritz 2017, dove è stato 14º nel supergigante.
Ai XXIII Giochi olimpici invernali di Pyeongchang 2018, suo esordio olimpico, si è classificato 4º nel supergigante. Il 22 gennaio 2022 ha conquistato il suo primo podio in Coppa del Mondo piazzandosi al 3º posto in discesa libera sulla Streif di Kitzbühel e ai successivi XXIV Giochi olimpici invernali di Pechino 2022 si è piazzato 26º nella discesa libera e 9º nel supergigante. Ai Mondiali di Courchevel/Méribel 2023 è stato 23º nel supergigante e non ha completato la combinata.

## Palmarès

### Coppa del Mondo
- Miglior piazzamento in classifica generale: 58º nel 2024
- 1 podio (in discesa libera):
  - 1 terzo posto

### Coppa Europa
- Miglior piazzamento in classifica generale: 24º nel 2015
- 2 podi:
  - 1 secondo posto
  - 1 terzo posto

### South American Cup
- Miglior piazzamento in classifica generale: 33º nel 2019
- 3 podi:
  - 1 vittoria
  - 2 secondi posti

#### South American Cup - vittorie
| Data             | Località | Paese | Specialità |
| ---------------- | -------- | ----- | ---------- |
| 1 settembre 2015 | La Parva | Cile  | DH         |

Legenda:

DH = discesa libera

### Campionati francesi
- 5 medaglie:
  - 2 argenti (supergigante nel 2017; supergigante nel 2023)
  - 3 bronzi (discesa libera, supergigante nel 2016; supergigante nel 2018)